# Luzi Kryn
Luzi Kryn (* 14. März 1919 in Danzig; † 21. August 2000 in Kiel; auch: Luzia Kryn) war eine deutsche Schauspielerin.

## Leben
Luzi Kryn wurde als Tochter eines Polen und einer Deutschen in Danzig geboren. Im Zweiten Weltkrieg wurde sie von den Nationalsozialisten zunächst wegen ihrer polnischen, im Polen der Nachkriegszeit dann wegen ihrer deutschen Herkunft diskriminiert. Nach vielen Versuchen wurde Kryn und ihrer Mutter im Jahr 1965 die Ausreise nach Westdeutschland bewilligt, wo sie sich in Kiel niederließ. Sie arbeitete anschließend als Sekretärin an einem gerichtsmedizinischen Institut.
Kryn wird oft als „Tante“ des Regisseurs Rosa von Praunheim bezeichnet, genauer formuliert ist sie die Nichte seines Großvaters väterlicherseits, also seine Tante zweiten Grades. Von Praunheim zeigte sich von Kryn bereits während seiner Jugend beeindruckt: „Meine Eltern fürchteten sich vor ihren Besuchen, fanden sie schrecklich ordinär, zu dick geschminkt, ihre Kleidung fanden sie mutig. Ich war begeistert. Luzi war für mich Theater.“ In einigen seiner Filmproduktionen setzte er sie als Schauspielerin ein. Bekannt wurde sie vor allem durch ihre gemeinsamen Auftritte mit Dietmar Kracht als Liebespaar in dem Kultfilm Die Bettwurst (1971) und der Fortsetzung Berliner Bettwurst (1975). 
Luzi Kryn starb im August 2000 im Alter von 81 Jahren an Leberkrebs.

## Filmografie
- 1969: Schwestern der Revolution (Darstellerin)
- 1971: Die Bettwurst (Darstellerin, Dialoge, Maske)
- 1975: Berliner Bettwurst (Darstellerin)
- 1981: Unsere Leichen leben noch (Drehbuch-Mitarbeit, Gesang, Mitwirkung)
- 1995: Neurosia – 50 Jahre pervers (Mitwirkung)
- 1999: Can I Be Your Bratwurst, Please? (Darstellerin)